# Percy, Manche
Percy är en kommun i departementet Manche i regionen Normandie i norra Frankrike. Kommunen ligger i kantonen Percy som tillhör arrondissementet Saint-Lô. År 2018 hade Percy 2 285 invånare.

## Befolkningsutveckling
Antalet invånare i kommunen Percy
| Referens: INSEE |